# Gnomidolon laetabile
Gnomidolon laetabile är en skalbaggsart som beskrevs av Bates 1885. Gnomidolon laetabile ingår i släktet Gnomidolon och familjen långhorningar.
Artens utbredningsområde är:
- Costa Rica.
- Honduras.
- Panama.

Inga underarter finns listade i Catalogue of Life.